# بني سعيد (مبين)

تعديل مصدري - تعديل

بني سعيد هي إحدى قرى عزلة بني عكاب بمديرية مبين التابعة لمحافظة حجة، بلغ تعداد سكانها 73 نسمة حسب تعداد اليمن لعام 2004.